# فريق

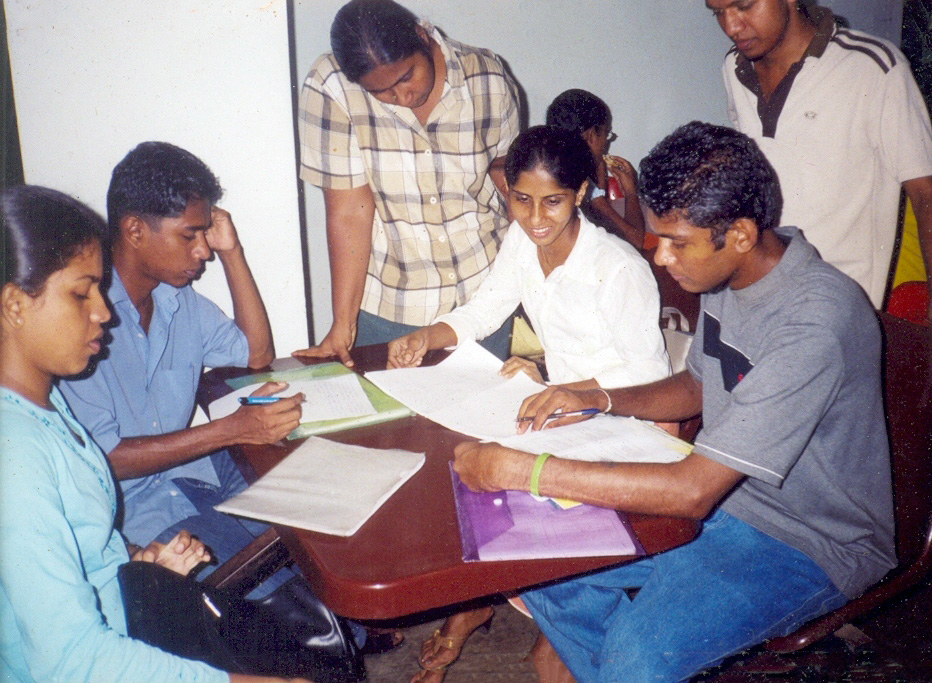
فريق في مكان العمل

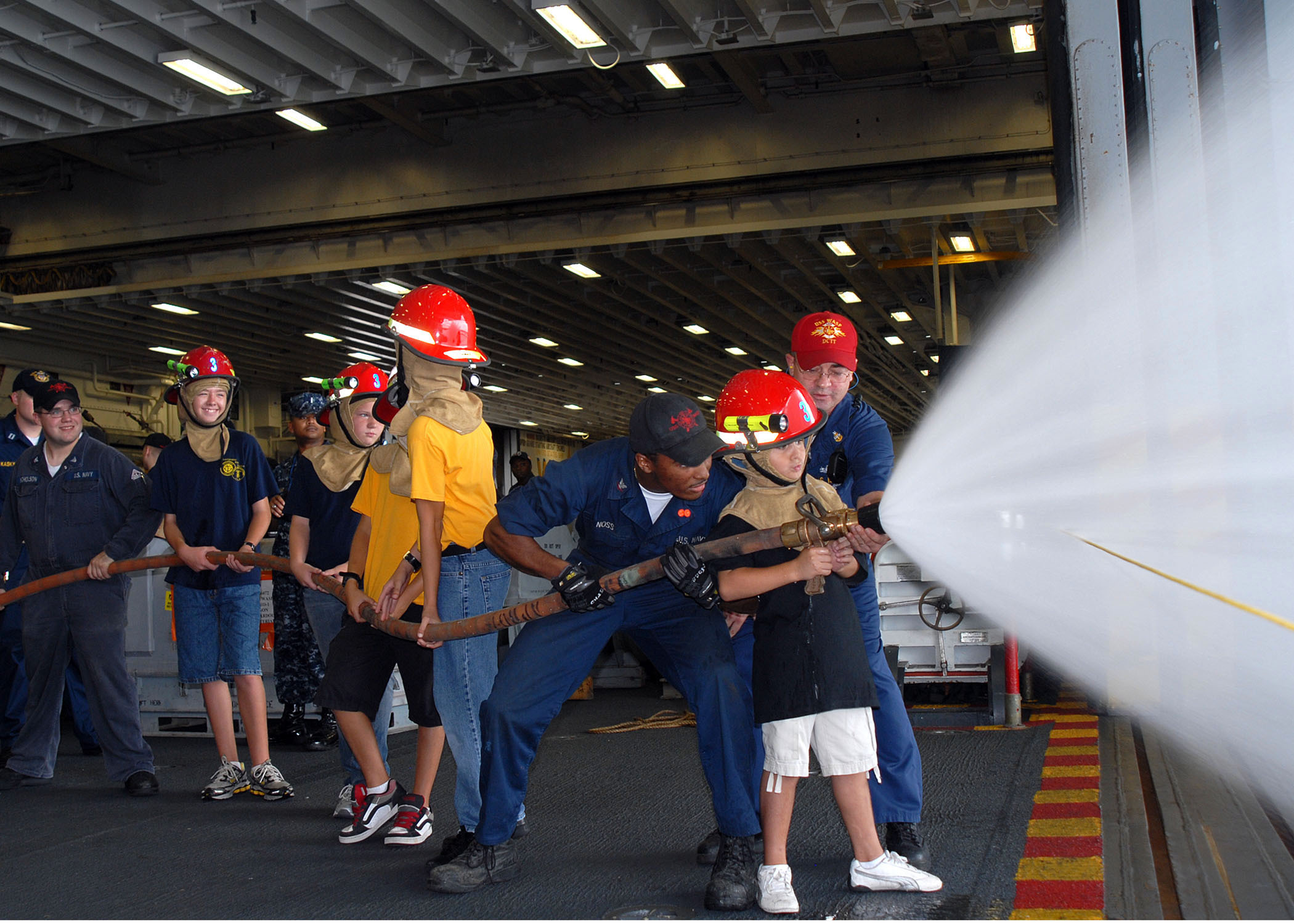
فريق عمل

الفريق (الجمع: أَفْرِقَة وفُرَقَاء)(1) الطائفة من الناس أَكبر من الفرقة، أو القطيع من الدواب. والفريق الذي ينتظم للتحصيل غاية واحدة يسمى فريق عمل.
إنّ العمل الجماعي وسيلة من الوسائل التّي تمكّن الإنسان من تحقيق الأهداف التّي لا يمكن تحقيقها بشكل فرديّ وذلك كانجاز عمل ما مرتبط بوقت محدّد لا يجب تجاوزه أو تحقيق نسبة عالية من الأرباح أو إنتاج شيء لابدّ من التّكاتف من أجل صناعته. ولا ينكر أحد مزايا العمل الجماعيّ وضرورته لكسب التّحديّات اليوميّة التّي تعترض الإنسان بصفة عامّة. حتّى يكون العمل الجماعيّ فعّالا لابد من أن يكون منظّما بشكل دقيق حتّى يتمكّن كلّ فرد مشارك في تأدية العمل من جهته أن يساهم ويؤدي ما عليه فيحقّق بذلك الهدف الجزئيّ الذّي يؤدّي بدوره في حال تحقيقه إلى النّجاح الجماعيّ.
الفريق يصبح أكثر من مجرد مجموعة من الناس عندما يخلق شعور قوي من الالتزام المتبادل ينشاء التآزر، وبالتالي توليد أداء أكبر من محصلة أداء أفرادها.
وهكذا أفرقة لعبة يمكن للاعبين تشكيل (وإعادة النموذج) لممارسة الحرفية / الرياضة. يمكن المديرين التنفيذيين للوجستية النقل اختيار أفرقة من الخيل الكلاب، أو الثيران لغرض نقل الركاب أو البضائع.

## حجم الفريق، وتكوينه، والتشكيل
حجم الفريق وتكوين الفريق يؤثر في عمليات الفريق ونتائج الفريق. ويثار جدل بشأن الحجم الأمثل (والتكوين) للأفرقة
وستتفاوت اعتمادا على المهمة في متناول اليد. أظهرت دراسة واحدة على الأقل حل المشاكل في المجموعات والحجم الأمثل للمجموعة من أربعة أعضاء. تشير تقديرات في أعمال أخرى الحجم الأمثل بين 5-12 فرد أو عدد من الأعضاء يمكن أن تستهلك اثنين من البيتزا.
ويسود هذه المرحلة الارتباك، لأن الأفراد يكونون في مواقف جديدة غير مألوفة لهم، وتتصف العلاقات بالرسمية وينصب اهتمام الأفراد على أنفسهم، ويسعون لتلبية حاجات الأمان لديهم، كما ويظهر التذمر من العمل مع الفريق، والدخول في مناقشات غير مثمرة. مرحلة التشكيل مرحلة مهمة وتتطلب من قائد الفريق (باني الفريق) العمل على التأكيد على السلوكيات التي تحقق النجاح وعدم النظر للأمور بمنظور شخصي نظراً لحقيقه الاختلافات البشرية الفردية.

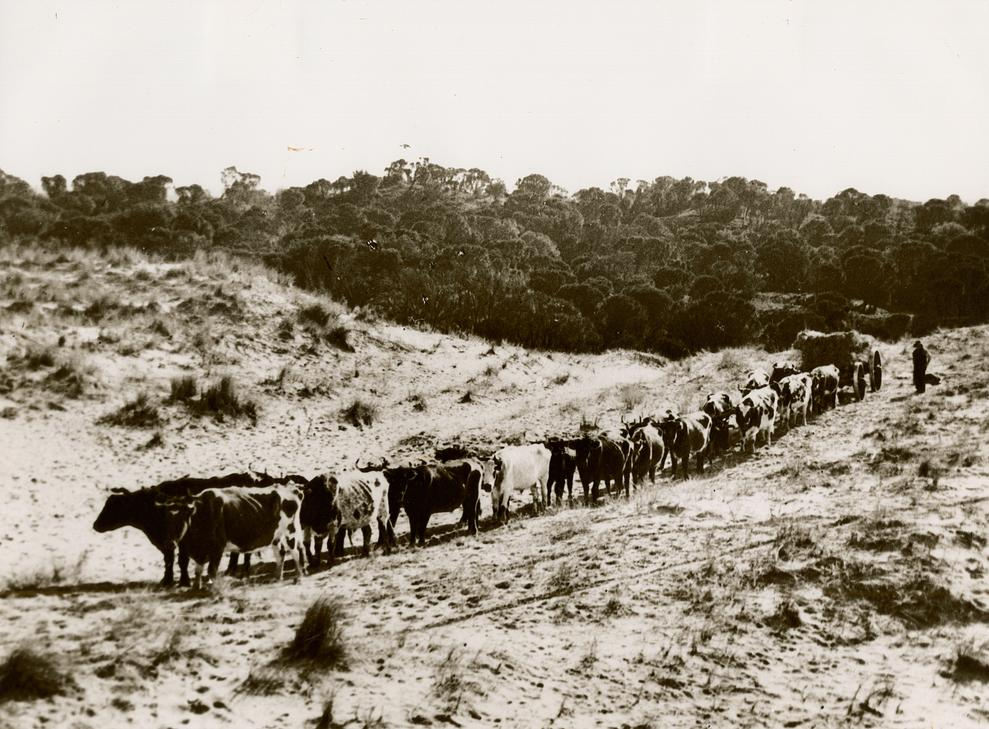
فريقا من الثيران مربوط معا

## الأنواع
أهمية خاصة هو مفهوم أنواع مختلفة من الأفرقة.

### الاستقلالية والترابط
والتمييز المشترك بين الأفرقة المترابطة والمستقلة.